# Anísio Cabral
Pour les articles homonymes, voir Cabral.
Anísio Cabral, né le 15 février 2008 à Lisbonne, est un footballeur portugais qui joue au poste d'avant-centre au Benfica.

## Biographie

### Carrière en club
Né à Lisbonne en Portugal, Anísio Cabral est formé par le Benfica, où il s'illustre d'abord en équipes de jeunes avec le club de championnat du Portugal, après avoir signé son premier contrat professionnel à l'automne 2024,,.

### Carrière en sélection
Anísio est international junior avec l'équipe du Portugal des moins de 17 ans à partir de septembre 2024.
Il est convoqué avec l'équipe du Portugal des moins de 17 ans pour participer au Championnat d'Europe des moins de 17 ans qui a lieu en mai et juin 2025. Le Portugal atteint la finale de la compétition après l'avoir emporté au tirs au but face à l'Italie (après un match nul 2-2).
Les lusitaniens remportent ensuite la compétition en s'imposant 3-0 contre la France en finale, avec Anísio buteur pour l'ouverture du score puis passeur décisif,,,.

## Palmarès
Portugal -17 ans
- Championnat d'Europe
  - Champion en 2025